# Борчаніновська сільська рада
Борчані́новська сільська рада (рос. Борчаниновский сельский совет) — сільське поселення у складі Шадрінського району Курганської області Росії.
Адміністративний центр та єдиний населений пункт — село Борчаніново.
Населення сільського поселення становить 220 осіб (2017; 255 у 2010, 403 у 2002).